# Jenny Rautionaho
Jenny Rautionaho (26 luglio 1996) è una saltatrice con gli sci finlandese.

## Biografia
Originaria di Rovaniemi e attiva in gare FIS dal dicembre del 2009, la Rautionaho ha esordito in Coppa del Mondo il 19 febbraio 2016 a Lahti (38ª), ai Campionati mondiali a Oberstdorf 2021, dove si è classificata 31ª nel trampolino normale, 32ª nel trampolino lungo, 9ª nella gara a squadre e 9ª nella gara a squadre mista, e ai Giochi olimpici invernali a Pechino 2022, dove si è piazzata 32ª nel trampolino normale; ai Mondiali di Planica 2023 è stata 16ª nel trampolino normale, 13ª nel trampolino lungo e 6ª nella gara a squadre mista. Il 13 gennaio 2024 ha conquistato a Sapporo il suo primo podio in Coppa del Mondo (2ª); ai Mondiali di Trondheim 2025 si è classificata 32ª nel trampolino normale, 27ª nel trampolino lungo, 9ª nella gara a squadre e 7ª nella gara a squadre mista.

## Palmarès

### Coppa del Mondo
- Miglior piazzamento in classifica generale: 12ª nel 2024
- 1 podio (individuale):
  - 1 secondo posto